# Марьино-Лашмино
Марьино-Лашмино — село в Новобурасском районе Саратовской области Российской Федерации, входит в состав Елшанского муниципального образования. На основании данных переписи населения 2010 года в селе проживало 495 человек, из них женщин 250, мужчин 245.

## География
Исторически состоит из двух составляющих: село Марьино и хутор Лашмино. За селом слева и справа — пруды. Селение образовано на берегу реки Чардым, притока реки Волга, находится в низине, окружённое холмами, покрытые смешанным лесом.
Село расположено в 20 км от районного центра Новые Бурасы и в 94 км от города Саратова.

## История
В XVIII веке деревня принадлежала помещику Коптеву, который пожелал подарить её своей дочери Марьи, после чего местность получила название Марьино.
После отмены крепостного права в 1861 году на левом берегу Чардыма стали селиться переселенцы из села Сокур. Среди новых хуторов появилось и Лашмино. Мелкие хутора распались, а Лашмино соединяется с Марьино, и село стало называться Марьино-Лашмино.
После революции 1917 года крестьяне получили землю, но обрабатывать её приходилось вручную сохой. Примерно в 1926—1927 годах крестьяне стали приобретать плуги двухкорпусные и бороны. Появились уборочные машины: сноповязалки, жатки, позже — веялки.
В 1929—1930 годах была проведена коллективизация, в деревне Марьино был создан колхоз «Знамя труда», основным направлением которого стало животноводство.
Во время Великой Отечественной войны на фронте погибло более 100 жителей деревни. В тылу трудились женщины, многие из них стали трактористками.
В 1956 году построены местная электростанция и первый кирпичный коровник на 100 голов.
В 1957 году колхоз «Знамя труда» и соседний колхоз «Пионер» (с. Малая Каменка) объединились в колхоз «Имени XX партсъезда».
В 1958 году колхоз объединился с близлежащим колхозом «Хлебный родник», а в 1964 году колхоз получил название «Заречный».
В 1967 году построено здание восьмилетней школы с мастерской и спортзалом.
Осенью 1990 года построено двухэтажное здание для детсада, ранее дошкольное учреждение размещалось в небольшом здании без удобств.

## Население
| 2002 | 2010 |
| ---- | ---- |
| 543  | ↘495 |

## Инфраструктура
На территории села работают средняя общеобразовательная школа, дошкольное учреждение, сельский дом культуры, сельская библиотека.
В селе расположена четвёртая бригада ООО КФ «Деметра».